# Fruktläder

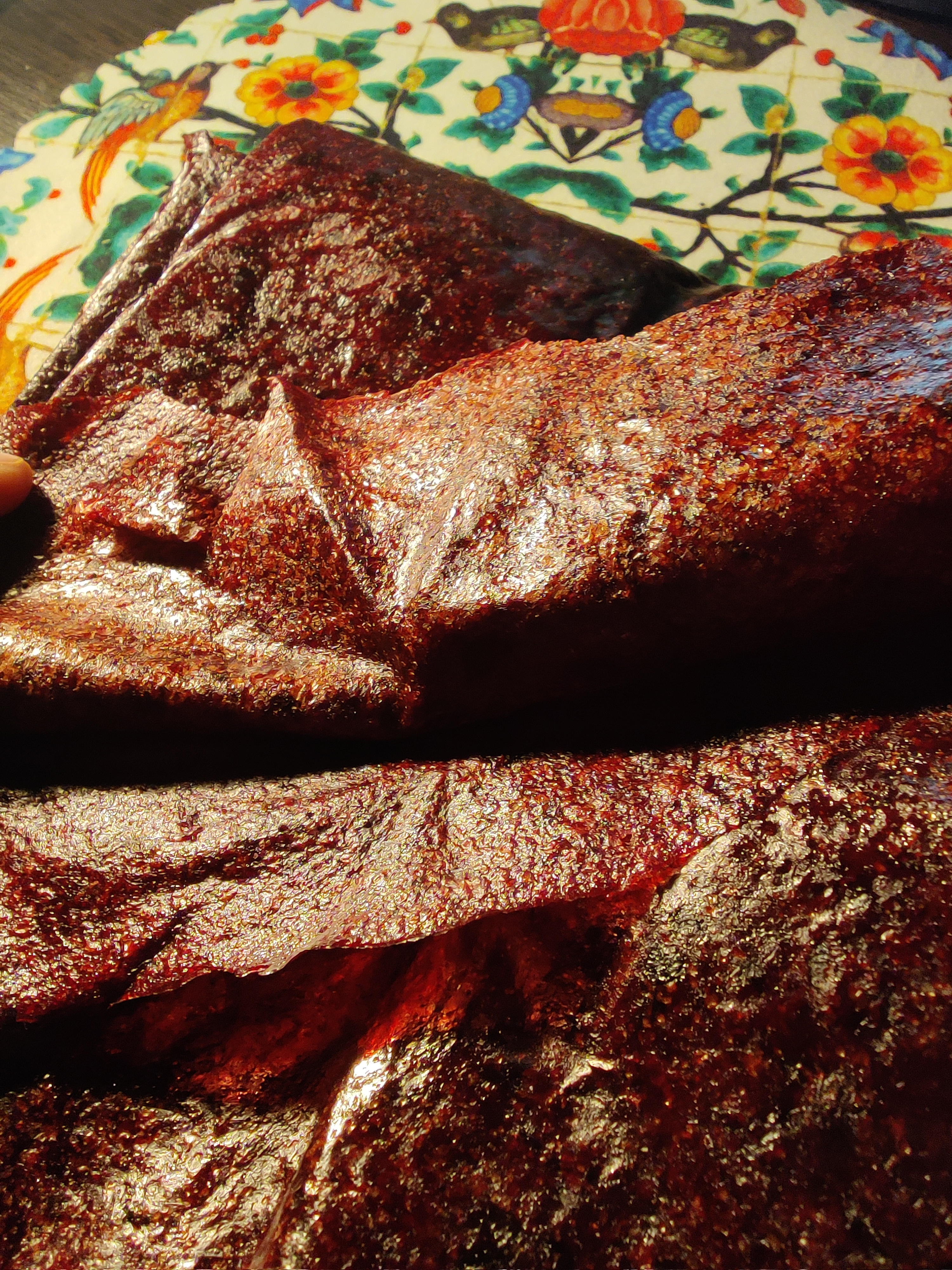
Fruktläder.

Fruktläder, fruktremmar eller lavashak är ett godis av purén från frukt eller bär som bretts ut tunt och torkats länge och som kan rivas eller klippas i bitar. Produkten påminner om läder i utseendet. Metoden ger ett extrakt med koncentrerad smak som är konserverat och håller väldigt länge. Frukten eller bären kokas ibland innan de pureas. Vissa fruktläder består enbart av en frukt eller bär medan andra är en mix där till exempel äpple ingår som bas. 
Produkten finns i handeln under namnet fruktläder, fruktremmar (klippt till smala band, ofta sockrade på ytan och ihoprullade) eller lavashak (/lavā'shak/, importerade från Iran, med sur eller sötsur smak). Fruktläder kan enkelt tillagas hemma.
Vanliga smaker:
- Granatäpple
- Sur körsbär
- Bigarrå (eller körsbär)
- Plommon
- Aprikos
- Berberisbär (eller zereshk)
- Äpple
- Päron
- Jordgubb
- Hallon
- Blåbär

## Bilder

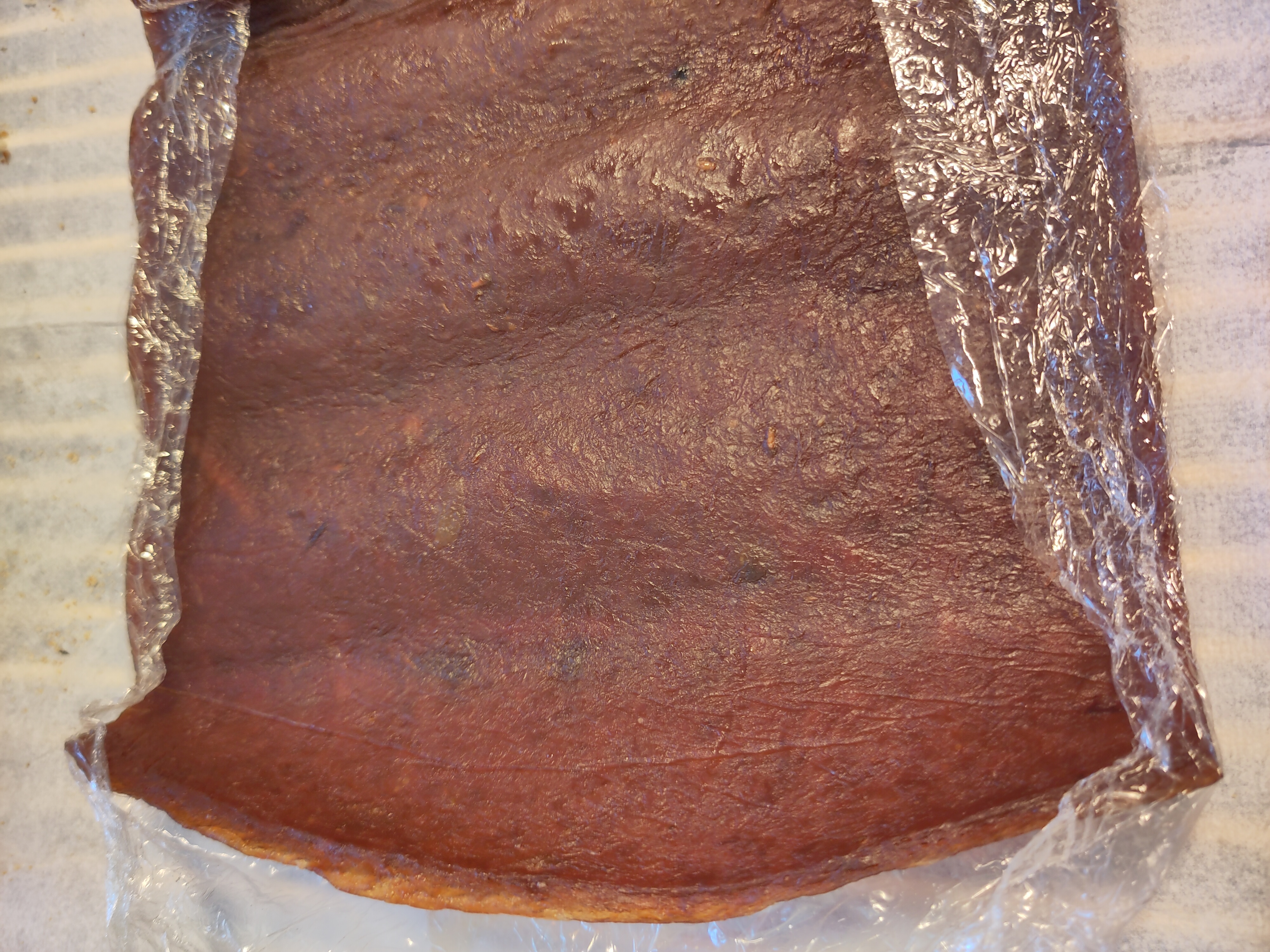
Fruktläder.
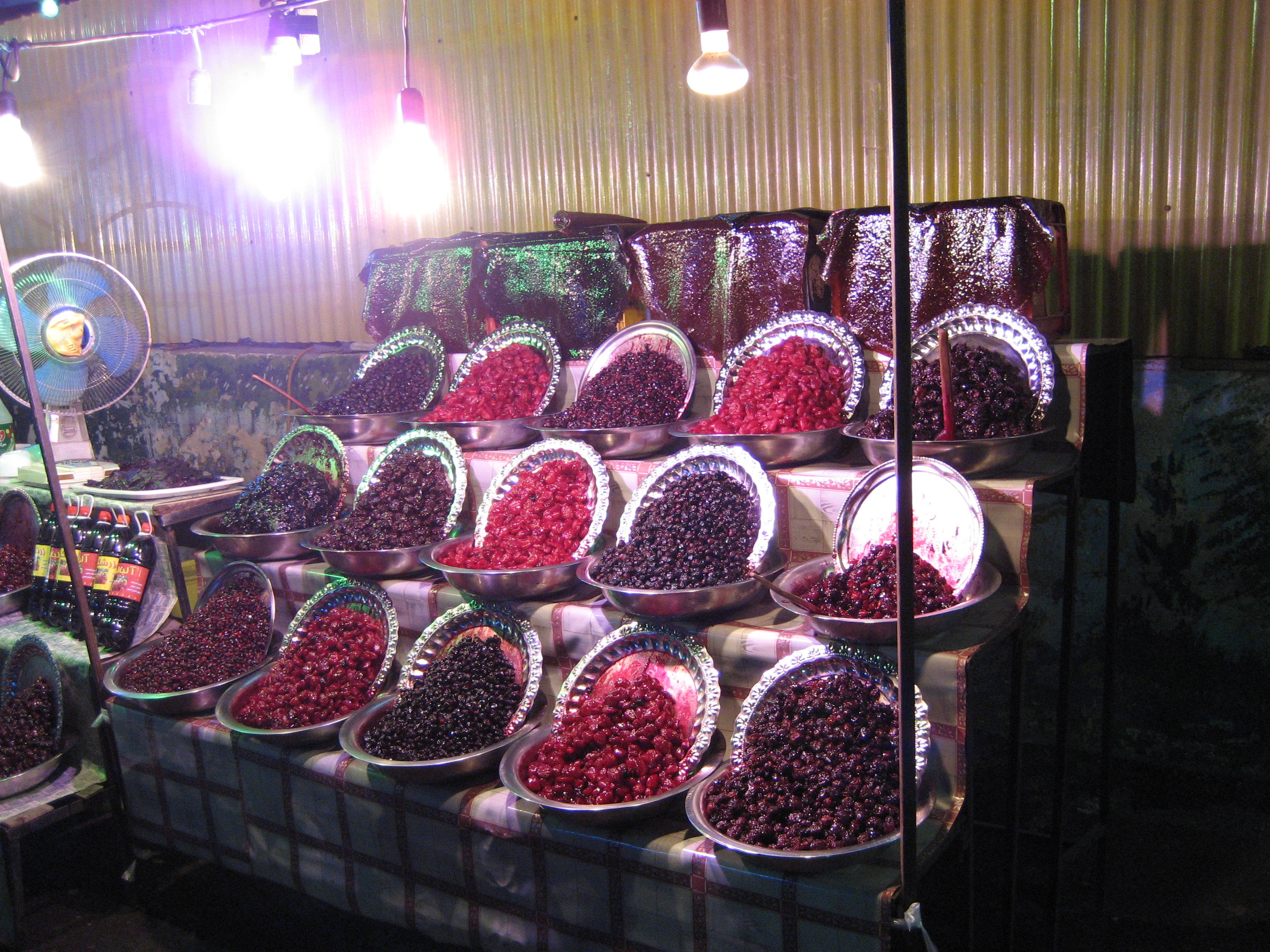
Stånd i Teheran med olika sorters torkad frukt och fruktläder (den översta hyllan).
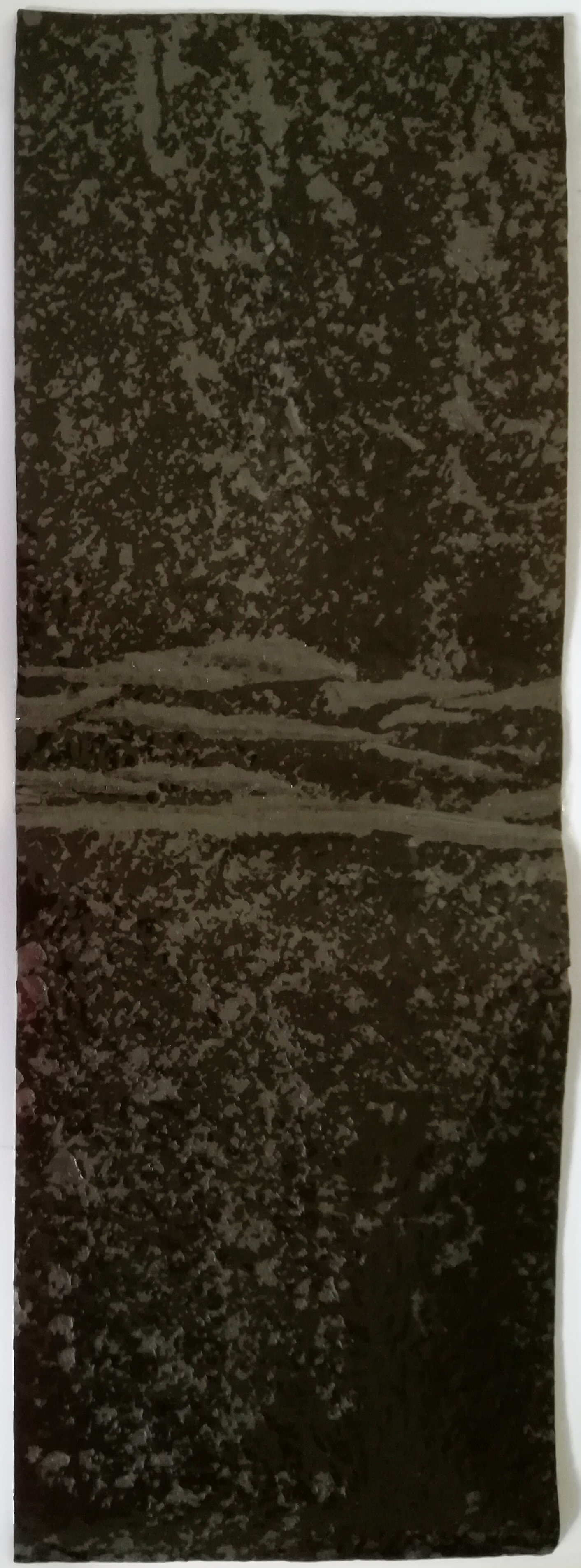
Iransk lavashak (fruktläder).